# Новоселівська сільська рада (Кілійський район)
Новосе́лівська сільська́ ра́да — колишня адміністративно-територіальна одиниця та орган місцевого самоврядування в Кілійському районі Одеської області. Адміністративний центр — село Новоселівка.

## Загальні відомості
Новоселівська сільська рада утворена в 1940 році.
05.02.1965 Указом Президії Верховної Ради Української РСР передано Новоселівську сільраду Ізмаїльського району до складу Кілійського району.
- Територія ради: 67,13 км²
- Населення ради: 1 647 осіб (станом на 2001 рік)

## Населені пункти
Сільській раді підпорядковані населені пункти:
- с. Новоселівка

## Населення
Згідно з переписом 1989 року населення села становило 1776 осіб, з яких 821 чоловік та 955 жінок.
За переписом населення 2001 року в селі мешкало 1605 осіб.

### Мова
Розподіл населення за рідною мовою за даними перепису 2001 року:
| Мова       | Відсоток |
| ---------- | -------- |
| болгарська | 50,52 %  |
| гагаузька  | 25,56 %  |
| російська  | 12,02 %  |
| українська | 5,65 %   |
| молдовська | 4,61 %   |
| вірменська | 1,09 %   |
| білоруська | 0,12 %   |

## Склад ради
Рада складається з 16 депутатів та голови.
- Голова ради: Пархоменко Григорій Михайлович
- Секретар ради: Болгарова Валентина Іванівна

### Керівний склад попередніх скликань
| Прізвище, ім'я, по батькові    | Основні відомості                                                         | Дата обрання | Дата звільнення |
| ------------------------------ | ------------------------------------------------------------------------- | ------------ | --------------- |
| Адещенко Володимир Ілліч       | Сільський голова, 1966 року народження, член Народної партії              | 26.03.2006   | 31.10.2010      |
| Пархоменко Григорій Михайлович | Сільський голова, 1940 року народження, освіта вища, член Партії регіонів | 31.10.2010   |                 |

Примітка: таблиця складена за даними сайту Верховної Ради України

### Депутати
За результатами місцевих виборів 2010 року депутатами ради стали:

#### За суб'єктами висування
| Суб'єкт висування            | Кількість обраних депутатів | %    |
| ---------------------------- | --------------------------- | ---- |
| Партія регіонів              | 11                          | 68,8 |
| Соціалістична партія України | 3                           | 18,8 |
| Самовисування                | 2                           | 12,5 |

#### За округами
| № округу                     | Прізвище, ім'я, по батькові    | Дата визнання обраним | Освіта             | Партійна приналежність                        | Відомості про обраного депутата                                           |
| ---------------------------- | ------------------------------ | --------------------- | ------------------ | --------------------------------------------- | ------------------------------------------------------------------------- |
| Партія регіонів              |                                |                       |                    |                                               |                                                                           |
| 1                            | Урум Людмила Михайлівна        | 01.11.2010            | вища               | член Партії регіонів                          | сільськогосподарський виробничий кооператив «Енікіой»                     |
| 2                            | Себова Олександра Семенівна    | 01.11.2010            | середня спеціальна | член Партії регіонів                          | сільськогосподарський виробничий кооператив «Енікіой», зоотехнік          |
| 3                            | Антонова Любов Федорівна       | 01.11.2010            | вища               | член Партії регіонів                          | СТФ, завідувачка                                                          |
| 6                            | Болгарова Валентина Іванівна   | 01.11.2010            | вища               | член Партії регіонів                          | сільська рада, секретар                                                   |
| 7                            | Боєва Лариса Георгіївна        | 01.11.2010            | середня спеціальна | член Партії регіонів                          | сільськогосподарський виробничий кооператив «Енікіой», зав. КРС           |
| 8                            | Тукан Василь Миколайович       | 01.11.2010            | середня спеціальна | член Партії регіонів                          | сільськогосподарський виробничий кооператив «Енікіой», головний енергетик |
| 9                            | Рогова Варвара Дмитрівна       | 01.11.2010            | середня спеціальна | член Партії регіонів                          | сільськогосподарський виробничий кооператив «Енікіой», бухгалтер          |
| 11                           | Чебан Раїса Іванівна           | 01.11.2010            | середня спеціальна | член Партії регіонів                          | «Ощадбанк», контролер                                                     |
| 13                           | Карагіоз Олександра Зіновіївна | 01.11.2010            | середня спеціальна | член Партії регіонів                          | сільськогосподарський виробничий кооператив «Енікіой», завгар             |
| 14                           | Болгаров Ілля Васильович       | 01.11.2010            | середня спеціальна | член Партії регіонів                          | сільськогосподарський виробничий кооператив «Енікіой», водій              |
| 16                           | Касса Софія Іванівна           | 01.11.2010            | вища               | член Партії регіонів                          | комунальне підприємство, бухгалтер                                        |
| Соціалістична партія України |                                |                       |                    |                                               |                                                                           |
| 4                            | Лефтер Дмитро Васильович       | 01.11.2010            | середня спеціальна | член Соціалістичної партії України            | пенсіонер                                                                 |
| 5                            | Чакір Валентина Анатоліївна    | 01.11.2010            | середня спеціальна | член Соціалістичної партії України            | дитяча бібліотека, завідувачка                                            |
| 10                           | Болгаров Валентин Іванович     | 01.11.2010            | середня спеціальна | член Соціалістичної партії України            | тимчасово не працює                                                       |
| Самовисування                |                                |                       |                    |                                               |                                                                           |
| 12                           | Куньчева Світлана Дмитрівна    | 01.11.2010            | середня спеціальна | член Всеукраїнського об'єднання «Батьківщина» | фельдшерсько-акушерський пункт, завідувачка                               |
| 15                           | Койчева Валентина Павлівна     | 29.05.2011            | вища               | позапартійна                                  | Новоселівська сільська рада, секретар                                     |